# إيريان جونز
إيريان جونز (بالإنجليزية: Arianne Jones) (و. 1990 – م) هي متسابقة على الجليد بمزلاجة، من كندا، ولدت في كالغاري، شاركت في ألعاب أولمبية شتوية 2014.

## روابط خارجية
- إيريان جونز على موقع FIL (الإنجليزية)
- إيريان جونز على موقع أوليمبيديا (الإنجليزية)
- إيريان جونز على موقع اللجنة الأولمبية الكندية (الإنجليزية)